# Charles-Alexandre de Gavre
Alexandre-Charles-Rasse de Gavre (Brussel, 15 oktober 1759 - Den Haag, 2 augustus 1832) was een Zuid-Nederlands edelman, militair en politicus.

## Familie
De Gavre behoorde tot een oude adellijke familie, die verwijst naar de heren van Gavere. In 1592 werd een voorvader verheven tot baron door keizer Rudolf II. In 1602 werd aan een familielid de titel graaf verleend door Albrecht en Isabella en in 1625 de titel markies door koning Filips IV van Spanje. In 1736 verleende keizer Karel VI de titel van prins aan Charles-Emmanuel de Gavre (elders geciteerd als Karel Jozef van Gavere).
De vader van Charles-Alexandre was prins François-Joseph de Gavre (1731-1797). Als beroepsmilitair werd hij in 1765 generaal-majoor en nam deel aan de Zevenjarige Oorlog. In 1770 volgde hij zijn vader, Charles-Emmanuel de Gavre (1694-1773) op als gouverneur van Namen, als grootmaarschalk en grootkamerheer aan het hof in Brussel enz.
Zijn moeder was barones Marie-Anne de Rouveroy de Pamele (1730-1804). In 1782 werd ze grootmeesteres aan het hof van landvoogdes Christina van Saksen-Teschen (1742-1798) in Brussel.

## Levensloop
Charles-Alexandre de Gavre, die vanaf 1779 kamerheer was aan het hof in Brussel, werd kapitein in het regiment Los Rios, in Oostenrijkse dienst. In 1789 werd hij majoor in het regiment Württemberg.
Tijdens de Brabantse Revolutie moest hij ontslag nemen uit het Oostenrijkse leger als losprijs voor de vrijlating van zijn broer Leopold de Gavre (1764-1823), die door de patriotten werd gevangengenomen en mishandeld tijdens de Vier Dagen van Gent. Hij verliet toen de Zuidelijke Nederlanden en vertrok naar Wenen, waar hij bleef tot het Consulaat hem liet terugkeren.
In 1797 trouwde hij in de Oostenrijkse hoofdstad met gravin Marie-Thérèse von Egger (1765-1817). Ze kregen twee doodgeboren kinderen en een zoon, François de Gavre (1800-1826), die ongehuwd stierf. Hiermee doofde het geslacht De Gavre uit.
Charles-Alexandre integreerde zich onder het Franse keizerrijk. Hij werd prefect van het departement Seine-et-Oise (hoofdzetel in Versailles) en kamerheer van Napoleon I. Hij werd in 1808 in de empire-adel opgenomen met de titel graaf.
In 1816 was hij ook al onmiddellijk geïntegreerd in het Verenigd Koninkrijk der Nederlanden. Hij werd in de adel erkend en opgenomen in de ridderschap van Henegouwen, met de titel prins, overdraagbaar bij eerstgeboorte. De koning benoemde hem onmiddellijk tot lid van de Eerste Kamer en stelde hem aan als grootmaarschalk van het hof. In 1830, tijdens de buitengewone zitting, trad hij op als Senaatsvoorzitter.
Weduwnaar geworden in 1817, kreeg De Gavre een verhouding met de Gentse Julie d'Hane de Steenhuyse (1784-1835), echtgenote van Chrétien van Pottelsberghe de la Potterie (1780-1858), bij wie ze drie kinderen had. Verzen door De Gavre voor zijn geliefde geschreven, zijn bewaard gebleven.
Hij was ook nog:
- lid en voorzitter van de Academie voor Wetenschappen en Schone Kunsten in Brussel, heropgericht in 1816;
- curator van de Rijksuniversiteit Gent.

Charles-Alexandre de Gavre overleed in 1832 in Den Haag. Zijn begrafenis werd bijgewoond door enkele ministers en grootofficieren van de koning. Dit wijst erop dat hij na de Belgische Revolutie de zijde van koning Willem I had gekozen.

## Vrijmetselarij
De Gavre werd in 1775, hij was toen pas zestien, ingewijd in de vrijmetselarij in de loge La Parfaite Union (vanaf 1777 La Bonne Amitié) in Namen. In 1825 werd het gouden jubileum van zijn logelidmaatschap gevierd.
Tijdens zijn actieve vrijmetselaarsleven was hij onder meer
- grootmeester van de Schotse en Primitieve Ritus in de Zuidelijke Nederlanden (gevestigd in Namen);
- lid in Bergen van de loge La Ligne Equitable.

Tijdens het Franse keizerrijk was hij grand expert bij de Grand Orient de France. In Versailles was hij ere-achtbare meester van de militaire loge Les Militaires Réunis.
In 1818, bij de oprichting van het Grootoosten der Nederlanden werd hij de 'bijzondere vertegenwoordiger' voor de Zuidelijke Nederlanden van grootmeester Frederik van Oranje en hierdoor de nummer één van de loges in de Belgische provincies. Weliswaar bekleedde De Gavre als 'grand seigneur' meer een decoratieve functie, terwijl een paar anderen, vooral zijn vertrouwensman Jean Joseph Walter de werkelijke leiding over de Belgische loges op zich namen.